# Situácia & Kachny
Situácia & Kachny je reedice starších demonahrávek skupiny Iné Kafe. Obsahuje téměř všechny skladby z alb Kachny a Situácia (skladba "Evropský Ráj" se na reedici nedostala).

## Seznam skladeb[2]
- Situácia (1997)

1. "Zrkadlo" - 2:20
2. "Situácia" - 3:19
3. "Také Dni" - 3:47
4. "Hrdinovia V Papučiach" - 3:09
5. "Revolučná" - 1:45
6. "Otázka" - 2:31
7. "Sám Proti Všetkým" - 4:31
8. "Biely Prášok" - 3:58
9. "Fotbal" - 2:19
10. "Problémy" - 2:22
11. "Dobrá Rada" - 3:29
12. "Ľudský Život" - 2:22
- Kachny (1996)

13. "STV 20:05" - 0:14
14. "Inštalatér" - 2:23
15. "Leto Ne Ukrajine" - 3:56
16. "Ženy" - 3:02
17. "Škaredá Baba" - 1:39
18. "Cheryl" - 3:48
19. "Moldavsko Je Tu" - 3:52
20. "Vodič MHD" - 3:40

## Skupina
- Marek "Cibi" Cibula - zpěv, vokály, sbory 1-12 (Situace)
- Majo Chromý - zpěv, kytara, sbory 14; 16-18; 20 (Kachny)
- Vratko Rohoň - kytara, zpěv, vokály (15; 19)
- Mario "Wayo" Praženec - basa, sbory
- Dodo Praženec - bicí, sbory